# 印第安纳大学大礼堂
印第安纳大学大礼堂是一座拥有3,200个座位的表演艺术场所，位于印第安纳大学布卢明顿分校的美术广场，毗邻莉莉图书馆和埃斯肯纳齐艺术、建筑和设计学院。
大礼堂于1939年开始建造，是联邦工程局项目的一部分，于1941年正式开放。如今，大礼堂举办百老汇巡演、流行音乐艺术家、喜剧演员、古典音乐家等演出。多年来，这里接待过许多著名人士，包括埃拉·菲茨杰拉德、鲍勃·迪伦、比尔·盖茨等。